# Аудиенция (фильм)
«Аудиенция» (итал. L'Udienza) — итальянский полнометражный комедийный художественный фильм 1972 года Марко Феррери. 

## Сюжет
Фильм является сатирическим и высмеивает бюрократию Ватикана. Обычный итальянец Амедео хочет попасть на приём к римскому папе, но сделать это совсем непросто. Когда же ему это удается, следующей навязчивой идеей становится поговорить с Богом через его представителя на Земле, которым оказывается римская проститутка Айше.

## В ролях
- Энцо Янначчи — Амедео
- Клаудия Кардинале — Айше
- Уго Тоньяцци — Аурелиано Диаз
- Витторио Гассман — принц Донати
- Мишель Пикколи — папа-иезуит
- Даниэль Дублино — испанский кардинал
- Ален Кюни — американский папа

## Награды
- 1972 — премия ФИПРЕССИ в ФРГ в Берлине.